# اسقف‌نشین هادراسلو
اسقف‌نشین از هادراسلو (دانمارکی: هادراسلو) اسقف نشین کلیسای دانمارک است که در سال ۱۹۲۲ تأسیس شده‌است.

## منابغ
- Wikipedia contributors, "Diocese of Haderslev," Wikipedia, The Free Encyclopedia, https://en.wikipedia.org/w/index.php?title=Diocese_of_Haderslev&oldid=689875567 (accessed June 2, 2016).